# 黒鳶の聖者 〜追放された回復術士は、有り余る魔力で闇魔法を極める〜
『黒鳶の聖者 〜追放された回復術士は、有り余る魔力で闇魔法を極める〜』（くろとびのせいじゃ〜ついほうされたかいふくじゅつしは、ありあまるまりょくでやみまほうをきわめる〜）は、まさみティーによる日本のライトノベル。「小説家になろう」にて2020年2月1日よりWeb版の連載を開始。
第6回オーバーラップWEB小説大賞男性向け作品部門大賞を受賞。2020年11月からオーバーラップ文庫で書籍化されている。イラストはイコモチが担当。
メディアミックスとして、2021年9月から佐和井ムギ作画によるコミカライズ版がコミックガルドにて連載開始された後、アプリ版のコミックガルド＋のリリースと共に最新話はそちらへ掲載となり、2023年3月に終了した。

## 既刊一覧

### 小説
- まさみティー（著）・イコモチ（イラスト） 『黒鳶の聖者 〜追放された回復術士は、有り余る魔力で闇魔法を極める〜』 オーバーラップ〈オーバーラップ文庫〉、既刊7巻（2024年10月25日現在）
  1. 2020年11月25日発売[7]、ISBN 978-4-86554-777-1
  2. 2021年6月25日発売[8]、ISBN 978-4-86554-930-0
  3. 2021年10月25日発売[9]、ISBN 978-4-8240-0018-7
  4. 2022年4月25日発売[10]、ISBN 978-4-8240-0157-3
  5. 2023年2月25日発売[11]、ISBN 978-4-8240-0412-3
  6. 2023年8月25日発売[12]、ISBN 978-4-8240-0582-3
  7. 2024年10月25日発売[13]、ISBN 978-4-8240-0968-5

### 漫画
- まさみティー（原作）・イコモチ（キャラクターデザイン）・佐和井ムギ（作画） 『黒鳶の聖者 〜追放された回復術士は、有り余る魔力で闇魔法を極める〜』 オーバーラップ〈ガルドコミックス〉、全3巻
  1. 2022年1月25日発売[14]、ISBN 978-4-8240-0092-7
  2. 2022年8月25日発売[15]、ISBN 978-4-8240-0279-2
  3. 2023年3月25日発売[16]、ISBN 978-4-8240-0449-9